# Казале дел Кантоне (Ферара)
Казале дел Кантоне (итал. Casale del Cantone) је насеље у Италији у округу Ферара, региону Емилија-Ромања.
Према процени из 2011. у насељу је живело 63 становника. Насеље се налази на надморској висини од 3 м.